# Tenugui

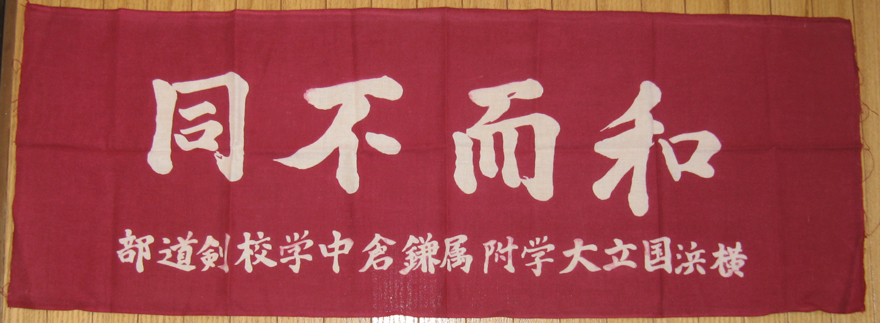
Tenugui folosit la kendo.

Un tenugui (în limba japoneză: 手拭い) este un prosop subțire japonez făcut din bumbac.
Are în general dimensiunile de 35 pe 90 de centimetri, cu țesătură normală, aproape întotdeauna imprimat cu un model.
Poate fi folosit pe post de: prosop, cârpă de spălat și șters vase, bandană, suvenir sau decorațiune. Prosoapele făcute din țesătura clasică au înlocuit tenuguiul în casele japonezilor, însă obiectul este la mare căutare ca suvenir, decorațiune și pentru a acoperi capul în cadrul luptelor de kendō.
Un tenugui apare adesea în anime și manga ca suport pentru scenele de sentō.